# AN/SPG-55

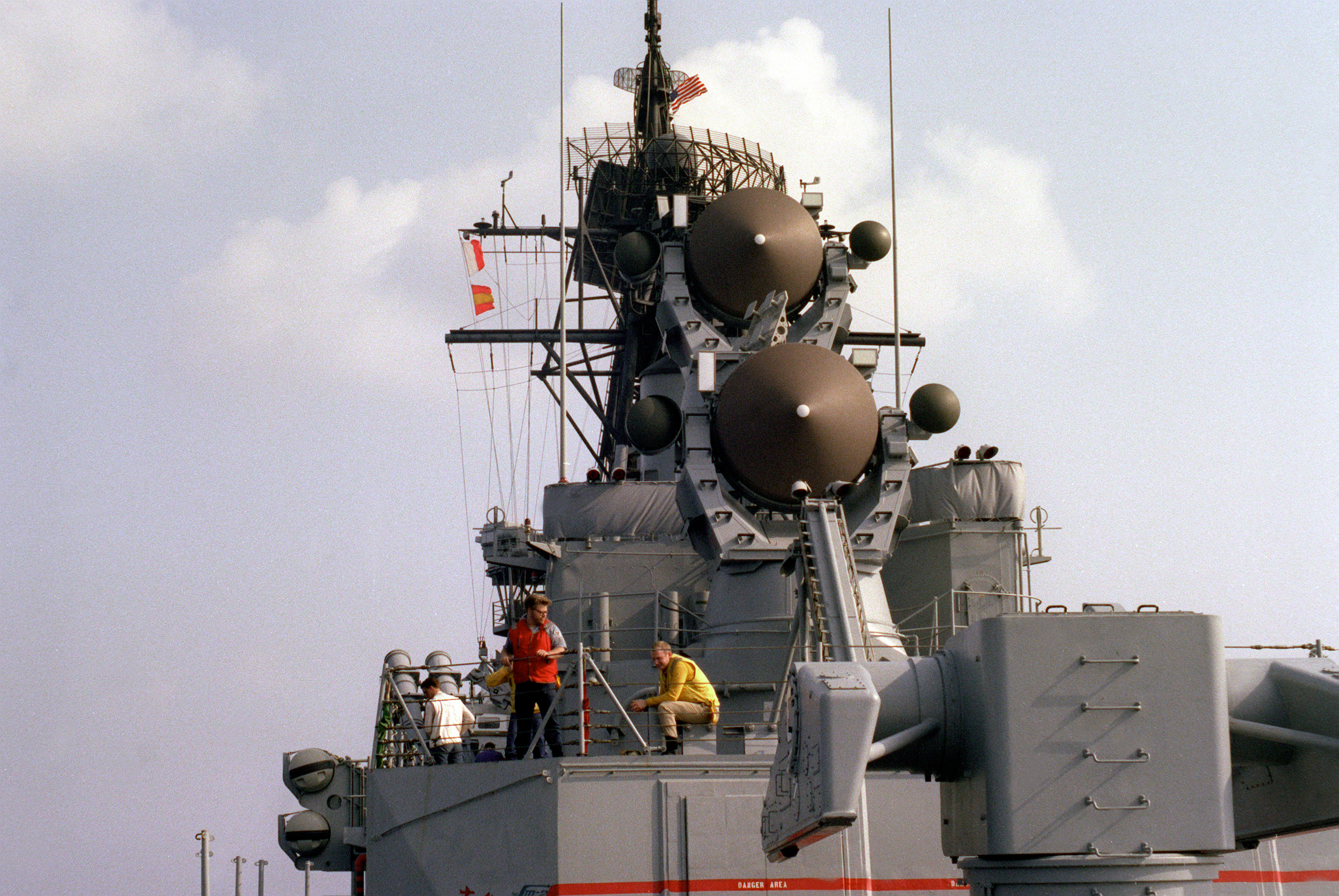
Die beiden SPG-55 Radare sind hier gut zu erkennen

Das AN/SPG-55 (JETDS-Bezeichnung) ist ein schiffgestütztes Feuerleitradar, welches von dem US-Konzern Sperry Corporation produziert wurde.

## Geschichte
Das System SPG-55 wurde in den 1950er-Jahren entwickelt und kam erstmals 1961 als SPG-55A auf dem Schiff Long Beach und auf Schiffen der Farragut-Klasse zum Einsatz. Es folgten SPG-55B als Komponente von Mk 76 Mod 2 Fire Control System und weitere Versionen als SPG-55C und SPG-55D („Mk 76 Mod 10“). Bis in die 1990er-Jahre wurden die Systeme fortlaufend ertüchtigt („FY93 Final Mk 76, Mod 10 ORDALT“). Im 21. Jahrhundert sind die meisten Schiffe mit SPG-55-Systemen ausgemustert. Eine Ersatzteilversorgung für die letzten Systeme wurde vorgesehen.

## Beschreibung
Das SPG-55 dient der Steuerung von RIM-2 Terrier Flugabwehrraketen. Es wurde von den US-Konzernen Sperry Corporation und von der Radio Corporation of America produziert, wobei beide Unternehmen heute jeweils zu Unisys und Thomson/Bertelsmann gehören. Das System arbeitet im Frequenzbereich von 5,4 bis 5,9 GHz und kann notfalls auch als improvisiertes Suchradar eingesetzt werden. Folgende Varianten sind bekannt:
- AN/SPG-55: Das Basismodell.
- AN/SPG-55A: Diese Version kann auch semi-aktive Lenkwaffen steuern.
- AN/SPG-55B: Variante zur Steuerung der Standard Missile 1 und Standard Missile 2. Des Weiteren wurde die Abstrahlleistung signifikant erhöht und die ECCM-Kapazitäten ausgebaut. Um gegnerische Störmaßnahmen zu erschweren, arbeitet das Radar auf zwei Frequenzen gleichzeitig, sodass feindliche Störsysteme ihre Leistung auf beide Kanäle aufteilen müssen.

## Plattformen
Zerstörer: Farragut-Klasse
Kreuzer: Belknap-Klasse, Leahy-Klasse, Bainbridge, Long Beach, Truxtun
Flugzeugträger: Kitty-Hawk-Klasse